# الديار بكري
الدِّيار بَكْري (ت. 966 هـ / 1559 م) هو مؤرخ، نسبته إلى مدينة ديار بكر.
هو حسين بن محمد بن الحسن الديار بكري. ولي قضاء مكة وبها وفاته. من آثاره: «تاريخ الخميس في أحوال أنفس نفيس» و«مساحة الكعبة والمسجد الحرام».

## مؤلفاته
من أبرز «تاريخ الخميس في أحوال أنفس نفيس»، وهو مجموعة من الأخبار المتصلة بحياة النبي محمد، ملحقًا بها تاريخ موجز للخلافة من أول أبي بكر إلى المماليك في مصر. و استمد أخباره كلها من المصادر المكتوبة بغير وساطة الرواة، مما يعني أنه قد أصطنع طريقة الوجادة.